# 谷塚町 (草加市)
谷塚町（やつかちょう）は、埼玉県草加市の町名。現行行政地名は谷塚町のみ。丁番を持たない単独町名である。住居表示未実施地区。郵便番号は340-0023。

## 地理
埼玉県の東部地域で草加市南部の沖積平野に位置する。谷塚駅西口一帯にあたり、主に住宅地となっている。

## 歴史
もとは江戸期より存在した武蔵国足立郡谷古田領に属する下谷塚村であった。正保-元禄年間頃に中谷塚村より分村したと云う。

### 沿革
- はじめは幕府領で、以降変遷なし[4]。なお、検地は1668年（寛文8年）に実施。
- 幕末の時点では足立郡に属し、明治初年の『旧高旧領取調帳』の記載によると、代官佐々井半十郎支配所が管轄する幕府領であった[5]。
- 1868年（慶応4年）6月19日 - 幕府領が武蔵知県事・山田政則（忍藩士）の管轄となる。
- 1869年（明治2年） 
  - 1月13日 - 武蔵知県事・宮原忠英の管轄区域に大宮県を設置。県庁は東京府馬喰町に置かれる。
  - 9月29日 - 県庁が浦和に置かれ浦和県に改称。
- 1871年（明治4年）11月13日 - 第1次府県統合により埼玉県の管轄となる。
- 1879年（明治12年）3月17日 - 郡区町村編制法により成立した北足立郡に属す。郡役所は浦和宿に設置。
- 1889年（明治22年）4月1日 - 町村制施行に伴ない、下谷塚村、中谷塚村、上谷塚村、東遊馬村、瀬崎村、柳島村、新里村、市右衛門新田、彦右衛門新田が合併して谷塚村が成立。下谷塚村は谷塚村の大字下谷塚となる。
- 1921年（大正10年） - 大字下谷塚の一部を大字瀬崎に編入し、大字瀬崎の一部が大字下谷塚に編入される[4]。
- 1940年（昭和15年）11月23日 - 谷塚村が町制施行され、谷塚町の大字となる
- 1955年（昭和30年）1月1日 - 谷塚町が草加町、新田村と合併して新たな草加町となり、草加町の大字となる。
- 1958年（昭和33年）11月1日 - 市制が施行され、同時に草加町大字下谷塚から谷塚町[4]に地名変更。
- 2011年（平成23年）7月18日 - 第8次住居表示の実施に伴ない[6]、谷塚町の東武伊勢崎線東側が谷塚一丁目・二丁目の一部となる[7]。

## 世帯数と人口
2020年（令和2年）10月1日現在の世帯数と人口は以下の通りである。
| 町丁   | 世帯数    | 人口     |
| ------ | --------- | -------- |
| 谷塚町 | 6,108世帯 | 12,148人 |

## 小・中学校の学区
市立小・中学校に通う場合、学区は以下の通りとなる。
| 番地                                                                       | 小学校             | 中学校             |
| -------------------------------------------------------------------------- | ------------------ | ------------------ |
| 1293〜1295番地 1298〜1836番地 1869〜1885番地 1932〜1946番地 1984〜1990番地 | 草加市立氷川小学校 | 草加市立谷塚中学校 |
| その他                                                                     | 草加市立谷塚小学校 | 草加市立谷塚中学校 |

## 交通

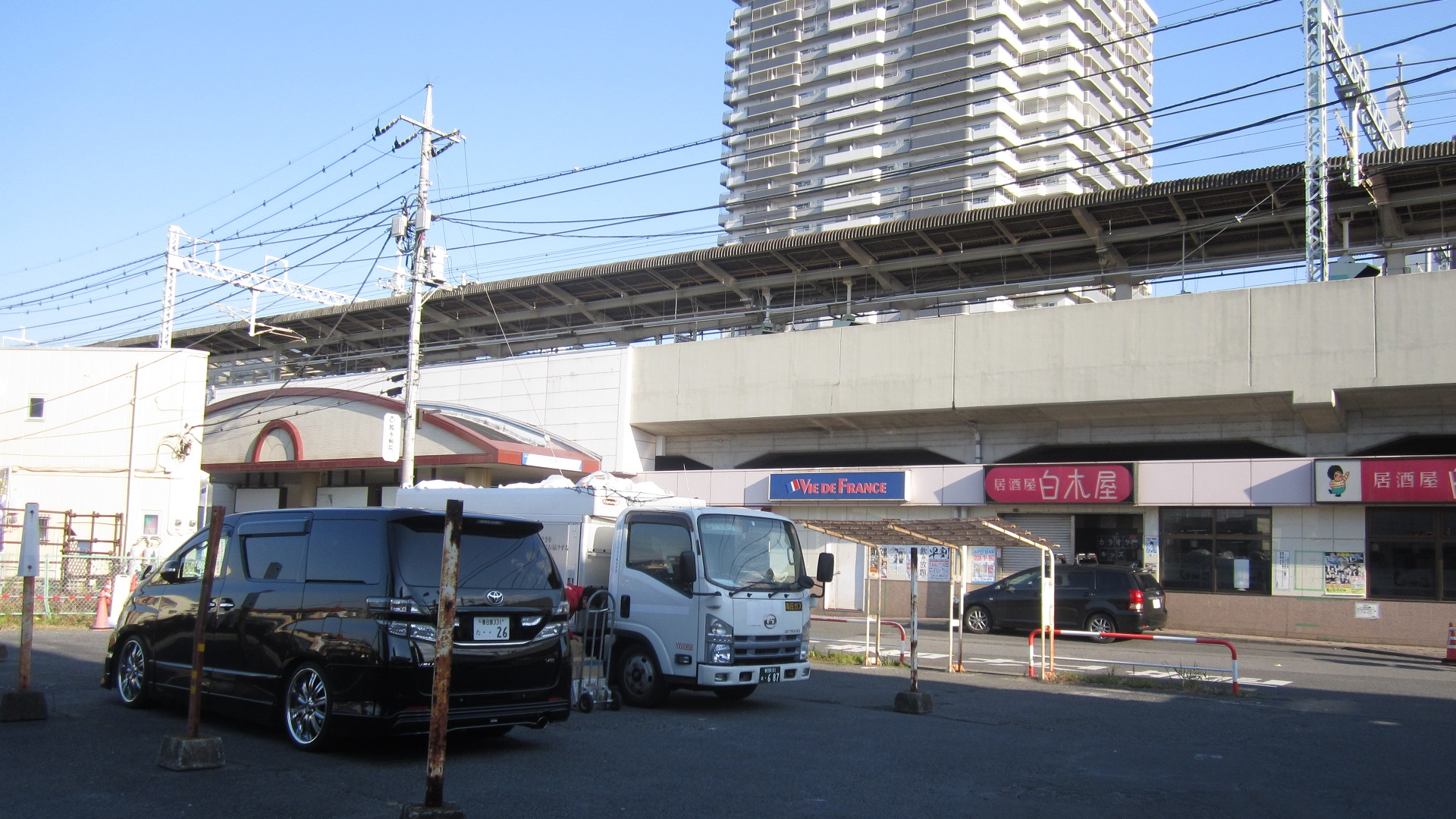
谷塚駅西口遠景

### 鉄道
東武伊勢崎線（東武スカイツリーライン）谷塚駅

### 道路
- 国道4号草加バイパス
- 埼玉県道・東京都道104号川口草加線

## 施設
- 谷塚サービスセンター
- 草加市立やつか保育園
- 草加谷塚西郵便局
- 真言宗豊山派宝持院
- 氷川神社